# دستگاه جانبی

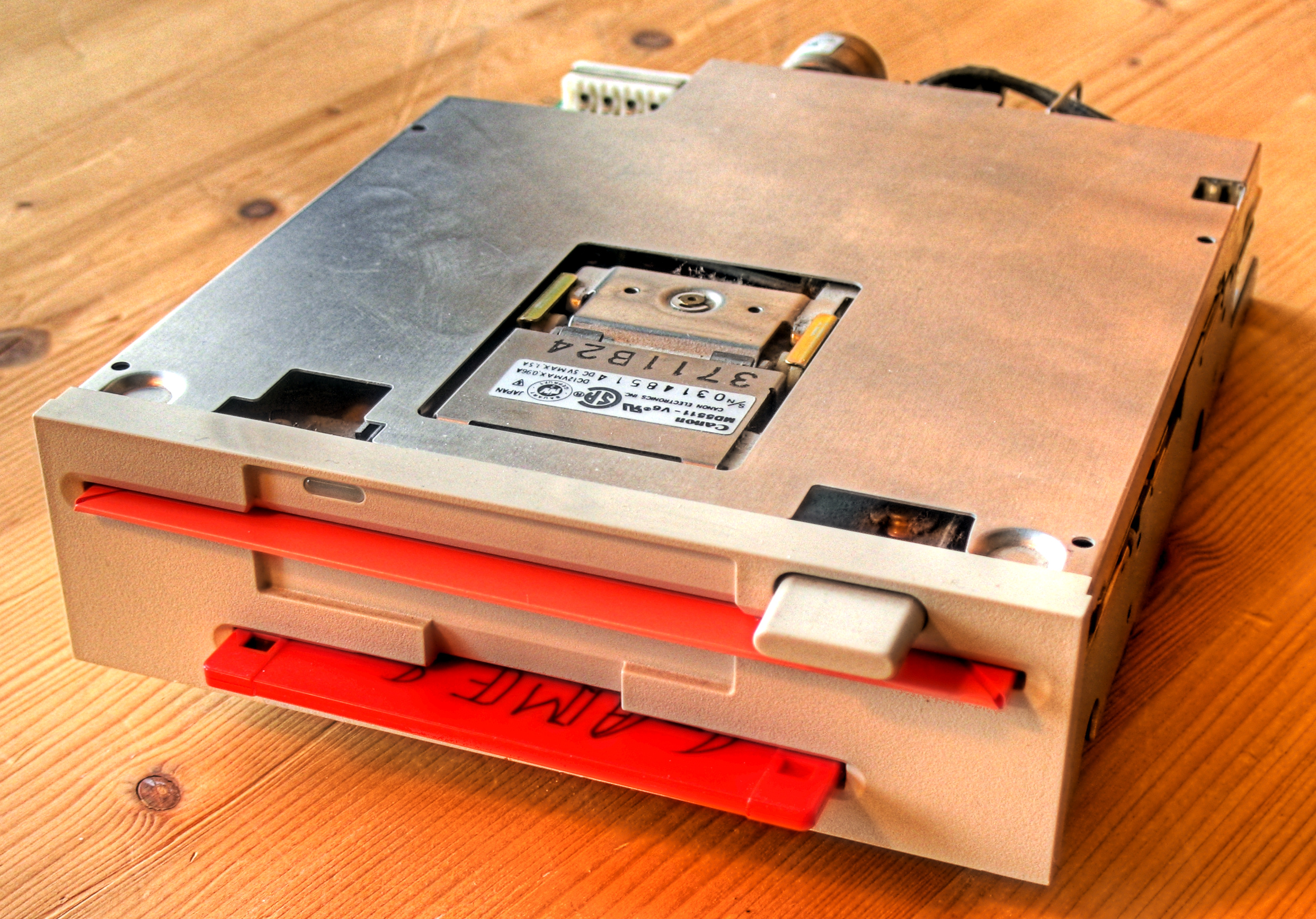
یک پخش کننده جانبی دیسک سخت(CD)

دستگاه جانبی (به انگلیسی: Peripheral) به رایانه وصل می‌شود تا ظرفیت و کاربری آن را بالا ببرد، اما قطعه اصلی رایانه به حساب نمی‌آید. دستگاه‌های جانبی می‌توانند به وسیلهٔ کابل یا بدون کابل (مثلاً از طریق فروسرخ یا امواج رادیویی) به رایانه متصل شوند.

## برخی دستگاه‌های جانبی
- ابزار ذخیره‌سازی داده‌ها
- نمایشگر
- چاپگر
- اسکنر
- وب‌بین
- بلندگو
- دوربین دیجیتال